# Catasticta manco
Catasticta manco is een vlinder uit de onderfamilie Pierinae van de familie van de witjes (Pieridae).
De wetenschappelijke naam van de soort werd in 1848 gepubliceerd door Edward Doubleday.